# Board-Portal
Ein Board-Portal ist eine kollaborative Software, die es Entscheidungsgremien (häufig Geschäftsleitung oder Verwaltungsrat) erlaubt, Sitzungsunterlagen elektronisch abzurufen und mit anderen Entscheidungsträgern elektronisch zu interagieren.

## Hintergründe
Der US-amerikanische Sarbanes-Oxley Act erhöhte die rechtliche und finanzielle Verantwortung von Verwaltungsräten zum Erfüllen ihrer Aufsichtspflichten gegenüber dem Aktionär, was viele Unternehmen dazu veranlasst hat, die Unabhängigkeit und Kompetenz des Verwaltungsrates zu erhöhen. Aufgrund des höheren Informations- und Kommunikationsbedarfs hat sich die Kadenz an VR-Meetings und die Menge von Sitzungsunterlagen erhöht. Aus diesem Umstand ist das Bedürfnis erwachsen, IT für einen effizienten Austausch und Interaktion mit Verwaltungsrat einzusetzen.

## Funktionalität eines Board-Portals
Ein Board-Portal kann entweder ein selbstentwickelte Applikation sein, eine kommerzielle Software die unternehmensintern betrieben wird, oder als Leistung (Software as a Service) bezogen werden. Üblicherweise verfügen Board-Portale über folgende Funktionen:
- Hohe Sicherheit: Aufgrund der sensitiven Natur von Geschäftsleitungs- und Verwaltungsratsdokumenten ist Sicherheit ein zentrales Thema. Zweiwege-Authentifizierung beim Login ist die Regel und eine 256-Bit-Verschlüsselung beim Speichern der Daten.
- Zusammenstellen von Verwaltungsratsdokumenten und deren Verteilung: Generalsekretäre können dank des Board-Portals einfach die Sitzungsunterlagen zusammenstellen, bei Bedarf aktualisieren und die Dokumente an die Teilnehmer verteilen. Bearbeiten, Aktualisieren und Löschen von Dokumenten können online gemacht werden, und diese sind sofort für alle Teilnehmer verfügbar. Das erspart das Drucken, Zusammenstellen und den Versand (klassisch häufig via Kurier) der Sitzungsunterlagen.
- Online-Verfügbarkeit: Geschäftsleitung und Verwaltungsräte können die Dokumente elektronisch beziehen und jederzeit auf einem sicheren Kanal mit anderen Entscheidungsträgern kommunizieren.
- Offline-Verfügbarkeit: Geschäftsleitung und Verwaltungsräte können die Dokumente auf ihre Endgeräte herunterladen und auch unterwegs bearbeiten. Board-Portale stellen aber sicher, dass auch offline verfügbare Dokumente gemäß den zentral eingestellten Sicherheitsstufen geschützt bleiben.
- Digitales Vorbereiten von Sitzungen: Sitzungsunterlagen können digital, dank Notizfunktionen vorbereitet werden.
- Archivierung: Sitzungsunterlagen von vergangenen Sitzungen werden über mehrere Jahre gespeichert und erfüllen damit die gesetzlichen Anforderungen der mehrjährigen Aufbewahrungs- und Dokumentationspflicht.

## Vorteile eines Board-Portals
- Sitzungsunterlagen können schneller zusammengestellt und elektronisch verteilt werden
- Weltweiter Zugriff trägt der erhöhten Mobilität von Entscheidungsträgern Rechnung
- Hohe Sicherheit dank verschlüsseltem Zugriff
- Weniger Papier
- Papierloses Vorbereiten von Sitzungen dank Tablets (bspw. iPad) und Notizfunktion
- Archivieren und durchsuchen alter Sitzungsunterlagen
- Verwalten von verschiedenen Sicherheitsstufen
- Zeitnahe Kommunikation zwischen Geschäftsleitung und Verwaltungsräten